# Heroine Tarumono!
Heroine Tarumono! Kiraware Heroine to Naisho no Oshigoto (ヒロインたるもの！～嫌われヒロインと内緒のお仕事～ Hiroin Tarumono!~ Kiraware Hiroin to Naisho no Oshigoto ~?) es una serie de anime producida por el estudio Lay-duce. Está basado en una canción del mismo nombre de HoneyWorks.[cita requerida] Se estrenó el 7 de abril de 2022 y, tras emitir doce episodios, concluyó el 23 de junio de ese año.

## Personajes
Hiyori Suzumi (涼海 ひより Suzumi Hiyori?)
 Seiyū: Inori Minase
Yūjirō Someya (染谷 勇次郎 Someya Yūjirō?)
 Seiyū: Kōki Uchiyama
Aizō Shibasaki (柴崎 愛蔵 Shibasaki Aizō?)
 Seiyū: Nobunaga Shimazaki
Juri Hattori (服部 樹里 Hattori Juri?)
 Seiyū: Ayane Sakura
Chizuru Nakamura (中村 千鶴 Nakamura Chizuru?)
 Seiyū: Saori Hayami

## Producción y lanzamiento
El proyecto de anime se anunció el 28 de agosto de 2021. Está producida por Lay-duce y dirigida por Noriko Hashimoto, con Yoshimi Narita supervisando los guiones de la serie, Kaori Ishii diseñando los personajes y sirviendo como directora de animación, y Moe Hyūga componiendo la música. La serie se estrenará el 7 de abril de 2022. Crunchyroll obtuvo la licencia fuera de Asia.